# 特里尼蒂斯普林斯
特里尼蒂斯普林斯（英語：Trinity Springs）是位於美國印地安納州馬丁縣的一個非建制地區。該地的面積和人口皆未知。